# Resolutie 61 Veiligheidsraad Verenigde Naties
Resolutie 61 van de Veiligheidsraad van de Verenigde Naties werd op 4 november van het derde werkjaar van de Veiligheidsraad aangenomen. De resolutie passeerde met negen stemmen voor, de stem van Oekraïne tegen en de onthouding van de Sovjet-Unie. De Veiligheidsraad vroeg dat de Israëlische en Arabische troepen in Palestina zich zouden terugtrekken tot hun posities twee weken eerder en permanente bestandsgrenzen wapenstilstandsgrenzen zouden overeenkomen.

## Achtergrond
Verschillende resoluties van de Veiligheidsraad hadden al om een bestand gevraagd. Dit werd echter niet volledig nageleefd.

## Inhoud
De Veiligheidsraad:
- Besliste op 15 juli dat het bestand van kracht blijft tot een vreedzame oplossing voor de toekomst van Palestina is gevonden.
- Besliste op 19 augustus dat geen partij het bestand mag schenden voor vergeldingen of militair of politiek voordeel te verwerven.
- Besliste op 29 mei dat herhaaldelijke schendingen van het bestand aanleiding kon geven tot verdere actie onder hoofdstuk VII van het Handvest van de Verenigde Naties.
- Vermeldt het verzoek van de waarnemend bemiddelaar aan Egypte en Israël volgend op de beslissingen genomen op 19 oktober.
- Roept de betrokken partijen op om ongeacht hun aanspraken en posities een voor een vreedzame oplossing voor Palestina:
  1. Hun troepen terug te trekken tot hun posities op 14 oktober. De bemiddelaar mag grenzen trekken waar de troepen achter moeten blijven.
  2. Samen, eventueel met hulp van de VN, permanente bestandsgrenzen en gedemilitariseerde zones vast te leggen.
- Stelt een comité samen uit de vijf permanente leden van de Raad met België en Colombia om de bemiddelaar bij te staan en in geval van het falen van bovenstaande paragraaf verdere acties voor te stellen aan de Raad.

## Verwante resoluties
- Resolutie 60 Veiligheidsraad Verenigde Naties richtte een subcomité op om een nieuwe resolutie voor te bereiden.
- Resolutie 62 Veiligheidsraad Verenigde Naties besloot het bestand te vervangen door een wapenstilstand.
- Resolutie 66 Veiligheidsraad Verenigde Naties eiste een wapenstilstand na nieuw geweld en vroeg het comité bijeen te komen.
- Resolutie 72 Veiligheidsraad Verenigde Naties eerde het werk van het VN-personeel in Palestina.

Lijst ·  38 ·  39 ·  40 ·  41 ·  42 ·  43 ·  44 ·  45 ·  46 ·  47 ·  48 ·  49 ·  50 ·  51 ·  52 ·  53 ·  54 ·  55 ·  56 ·  57 ·  58 ·  59 ·  60 ·  61 ·  62 ·  63 ·  64 ·  65 ·  66